# Heuilley-le-Grand
Heuilley-le-Grand ist eine französische Gemeinde mit 190 Einwohnern (Stand: 1. Januar 2022) im Département Haute-Marne in der Region Grand Est (bis 2015 Champagne-Ardenne). Sie gehört zum Arrondissement Langres und zum Gemeindeverband Les Savoir-Faire.

## Geografie
Die Gemeinde Heuilley-le-Grand liegt am Südrand des Plateaus von Langres, zwölf Kilometer südlich von Langres im äußersten Süden der Region Grand Est. Die Fließgewässer in der Gemeinde entwässern über die Vingeanne oder den Salon zur Saône. Das 12,22 km² umfassende Gemeindegebiet ist überwiegend von Weide- und Ackerflächen geprägt; nur im Norden und Südosten gibt es größere Waldgebiete (Bois des Élus, Bois du Breuillot, Les Draises). Umgeben wird Heuilley-le-Grand von den Nachbargemeinden Noidant-Chatenoy und Le Pailly im Norden, Palaiseul im Nordosten, Violot im Osten, Rivières-le-Bois und Saint-Broingt-le-Bois im Südosten, Chassigny im Süden sowie Villegusien-le-Lac im Westen.

## Bevölkerungsentwicklung
| Jahr      | 1962 | 1968 | 1975 | 1982 | 1990 | 1999 | 2006 | 2014 | 2021 |
| Einwohner | 250  | 242  | 211  | 200  | 195  | 190  | 194  | 213  | 190  |

Im Jahr 1831 wurde mit 601 Bewohnern die bisher höchste Einwohnerzahl ermittelt. Die Zahlen basieren auf den Daten von cassini-ehess und INSEE
Zwischen 1972 und 1991 war Heuilley-le-Grand zusammen mit Noidant-Chatenoy, Palaiseul und Violot ein Teil der Gemeinde Le Pailly.

## Sehenswürdigkeiten
- Kirche Saint-Remi
- Croix du Poirier Taqué und weitere Wegkreuze
- Friedhofskreuz von 1526, seit 1909 als Monument historique klassifiziert

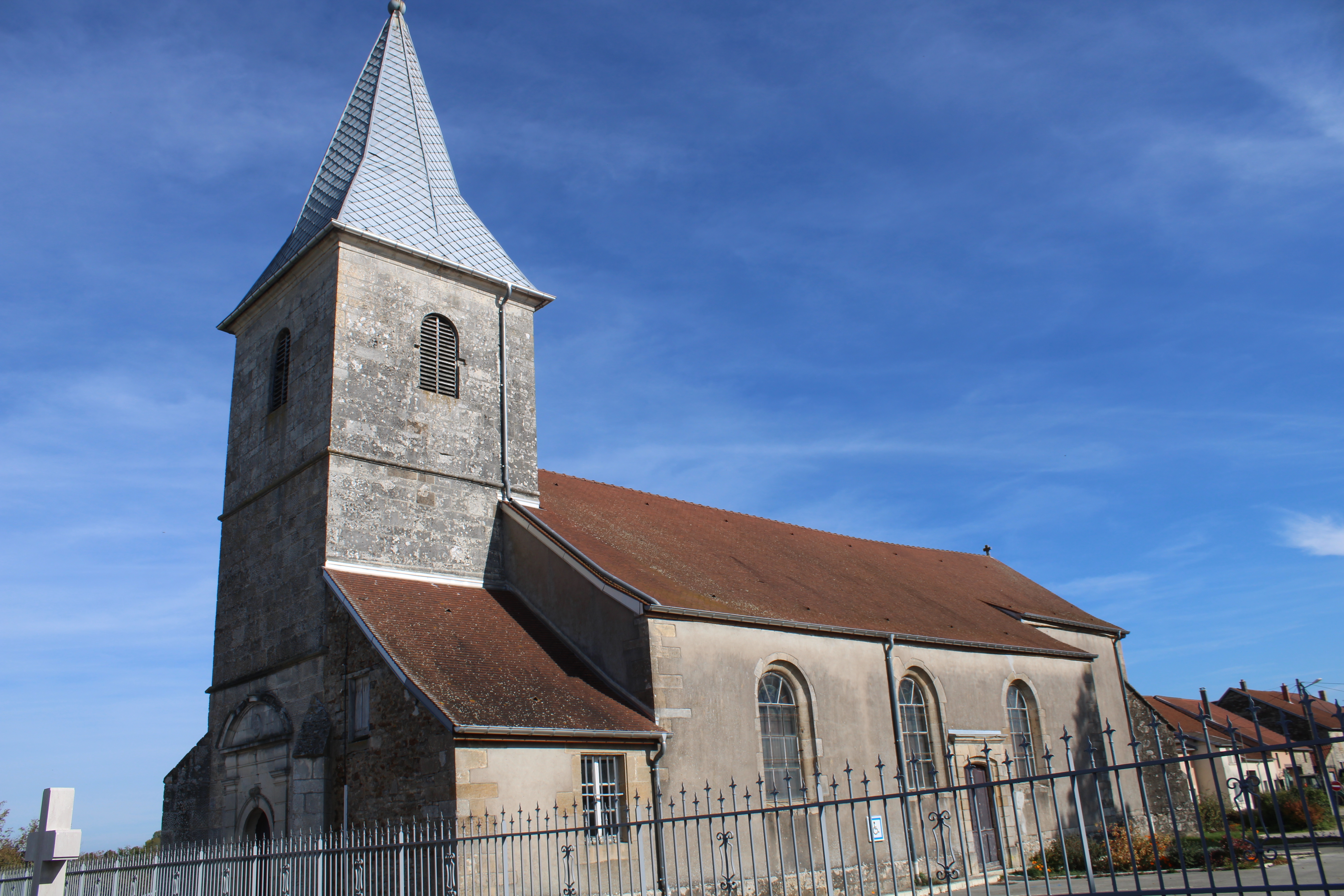
Kirche Saint-Remi
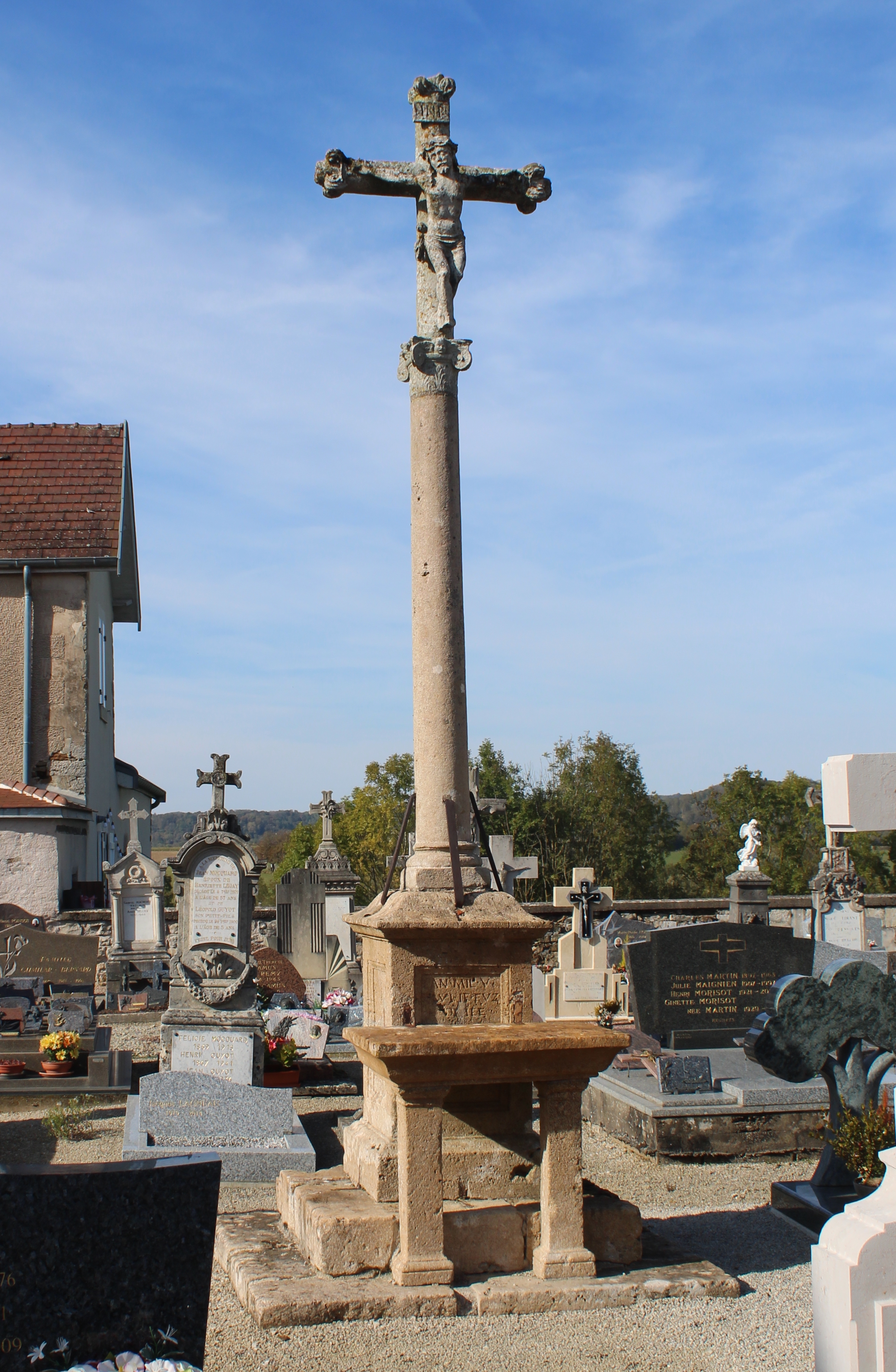
Friedhofskreuz
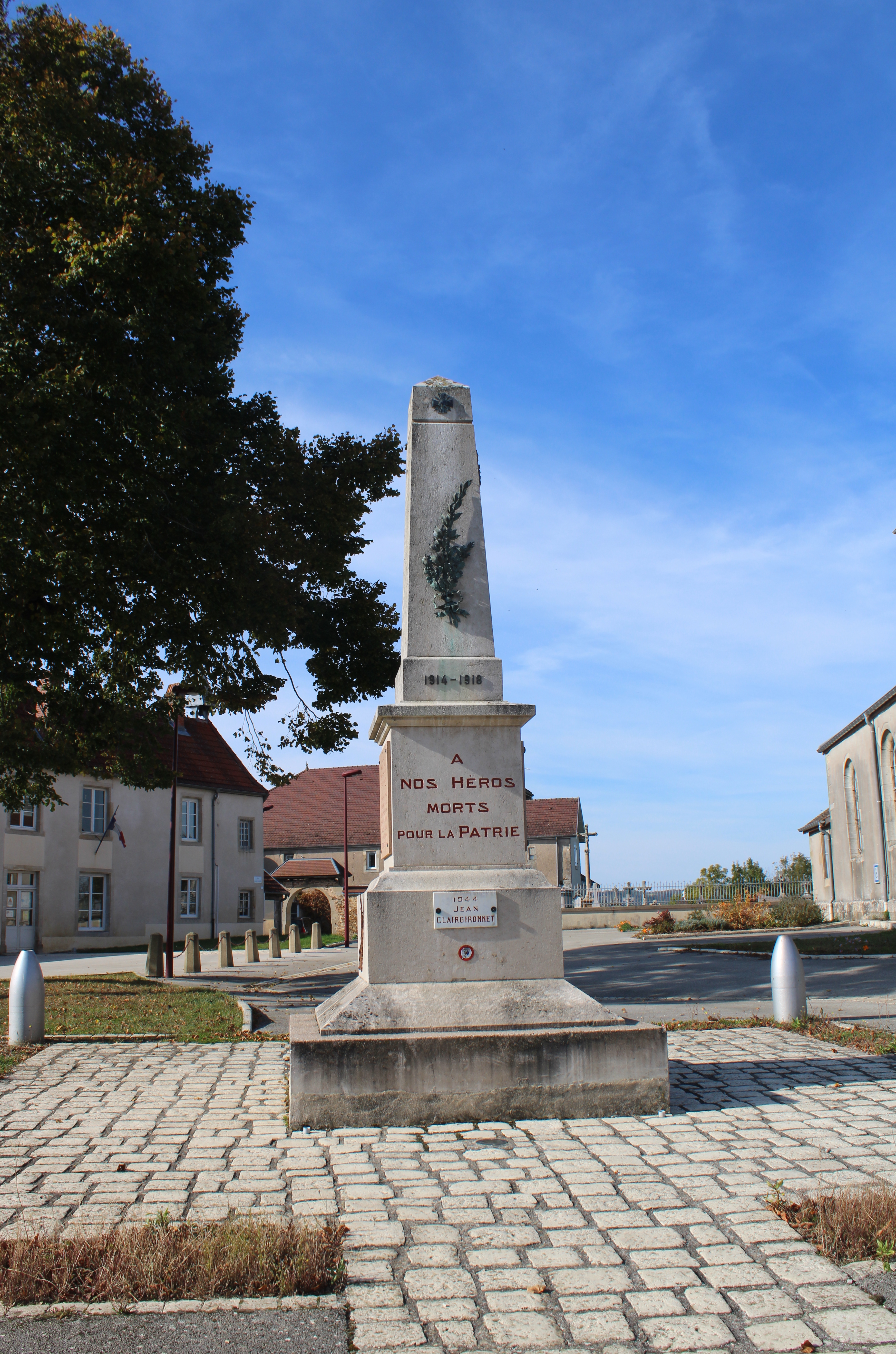
Gefallenendenkmal

## Wirtschaft und Infrastruktur
In Heuilley-le-Grand sind acht Landwirtschaftsbetriebe ansässig (Getreideanbau, Milchviehhaltung, Rinderzucht). Im Südosten der Gemeinde befindet sich in der Gemarkung Les Varennes in einem Wald ein unterirdisches militärisches Treibstofflager, das von ODC Trapil betrieben wird.
20 Kilometer westlich von Heuilley-le-Grand besteht ein Anschluss an die Autoroute A 31. Durch den Norden von Heuilley-le-Grand verläuft die Bahnstrecke von Is-sur-Tille nach Chalindrey (Ligne d’Is-sur-Tille à Culmont-Chalindrey). Der nächstgelegene Bahnhof befindet sich im acht Kilometer entfernten Ort Chalindrey an der Bahnstrecke Paris–Mulhouse.

## Belege
1. ↑  Heuilley-le-Grand auf cassini-ehess.fr
2. ↑  Heuilley-le-Grand auf insee.fr
3. ↑  Landwirtschaftsbetriebe auf annuaire-mairie.fr